# Райер, Карл фон
Карл Фридрих Вильгельм фон Райер (нем. Karl Friedrich Wilhelm von Reyher; 21 июня 1786, Шорфхайде, Бранденбург — 7 октября 1857, Берлин) — прусский военный и государственный деятель, генерал кавалерии с 1855 года, военный министр Королевства Пруссии (02.04.1848 — 26.04.1848), начальник Генерального штаба прусской армии (13.05.1848 — 07.10.1857).

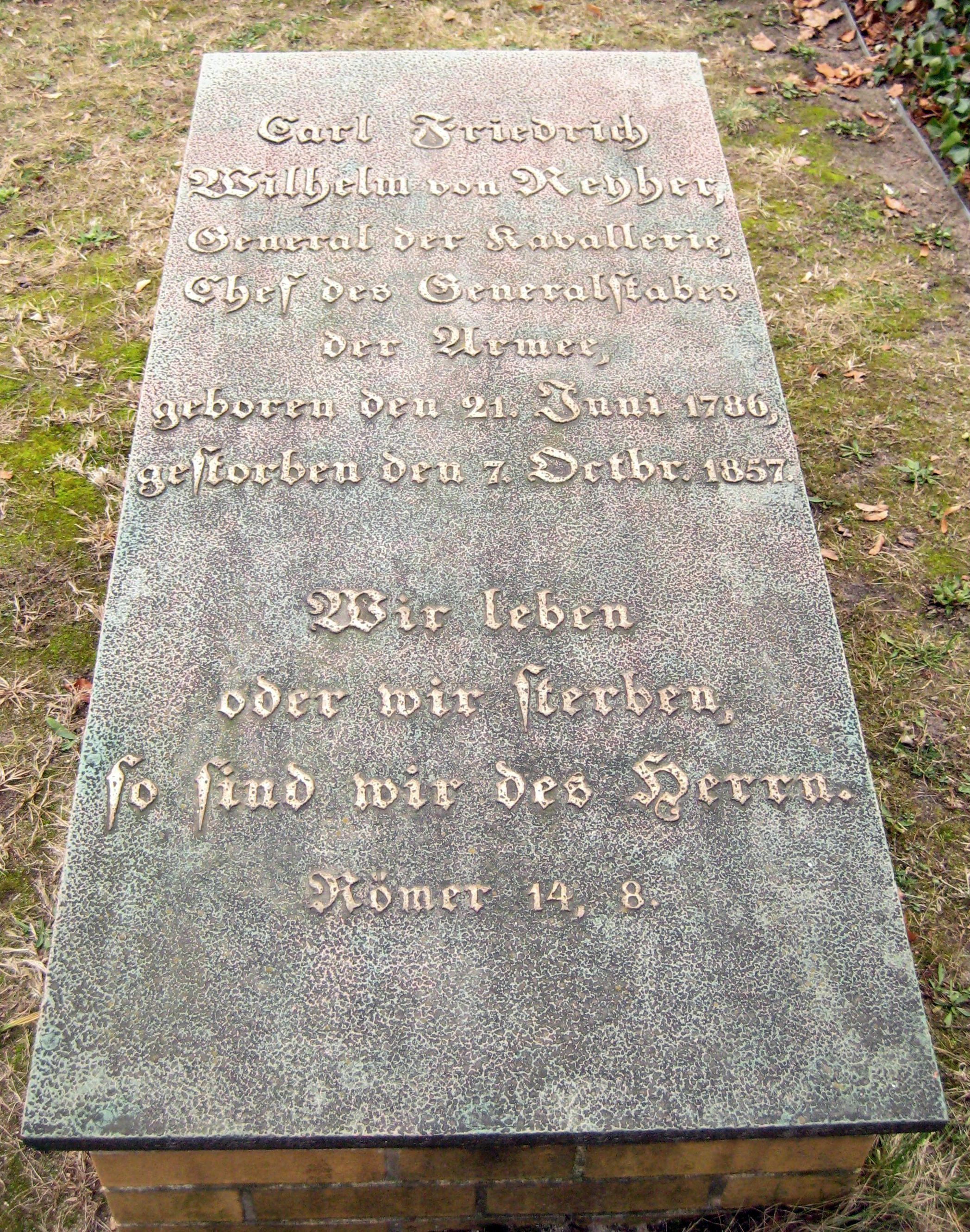
Могила Карла фон Райера на кладбище Инвалиденфридхоф

## Биография
Родился в семье кантора и учителя. В тринадцатилетнем возрасте ему пришлось бросить школу и начать работу. В 1802 году добровольно вступил на военную службу. Он дослужился до должности полкового писаря. Стал унтер-офицером. Принимал участие в войне четвёртой коалиции 1806 года.
После поражения Пруссии вступил в прусский добровольческий корпус Фердинанда фон Шилля, стал сержантом и его личным секретарём. В 1810 году получил чин подпоручика. В начале Освободительной войны в Германии был назначен адъютантом бригады и принял участие в сражениях при Лютцене (1813), при Бауцене, на реке Кацбах и других.
В 1815 году участвовал в качестве офицера генерального штаба в битве при Линьи и других сражениях. За боевые заслуги ему было присвоено звание майора.
После окончания войны сначала остался во Франции с оккупационными войсками, где преподавал, помимо прочего, в военно-полевой школе. В 1818 году вернулся в Пруссию и служил в Генеральном штабе. В 1824 году назначен начальником генерального штаба VI-го армейского корпуса и возведён в прусское дворянство.
В 1830 году стал начальником генерального штаба III-го армейского корпуса, которым командовал принц Вильгельм. В 1840 году Рейер перешёл в военное министерство и стал директором департамента общих дел.
В 1848 году во время Весны народов сменил Фердинанда фон Рора в должности военного министра. 1 мая 1848 года Рейер занял пост начальника Генерального штаба прусской армии. Сменил на этом посту Вильгельма фон Краузенека. Эту должность он сохранял до самой смерти.
Работая на этих ответственных воинских постах, был решительным сторонником развития стратегического потенциала железных дорог Пруссии, проводил политику, которая сделает их более эффективными для военного использования. Это включало в себя отслеживание новых разработок, направление военных для изучения железнодорожных технологий и развитие сотрудничества между солдатами и техническими специалистами. Большинство его конкретных идей в этом отношении так и не были реализованы.
Был членом второй палаты прусской палаты представителей.
Умер в Берлине 7 октября 1857 года.

## Награды
Королевства Пруссия:
- Железный крест 1-го (1814)[4] и 2-го класса на чёрной ленте
- Крест за выслугу лет[нем.] (1825)
- Орден Красного орла 3-го класса (1831)[5]; бант к ордену (1832)[6]
- Орден Красного орла 2-го класса с дубовыми листьями (1839)[7]; звезда к ордену с дубовыми листьями (1845)[8]
- Орден Красного орла 1-го класса с дубовыми листьями (1851)[9]

Российской империи:
- Орден Святого Владимира 4-й степени с бантом (8 мая 1814)[10]
- Орден Святой Анны 2-й степени с алмазными украшениями (30 августа 1834)[11]
- Орден Святого Владимира 3-й степени (10 июля 1838)
- Орден Святого Станислава 2-й степени со звездой (17 августа 1838)[12]
- Орден Святого Станислава 1-й степени (6 сентября 1843)[13]
- Орден Святой Анны 1-й степени (1852)
- Орден Святого Владимира 2-й степени (1854)
- Орден Белого орла (1856)

Прочие:
- Орден Заслуг Святого Михаила, большой крест (1846, королевство Бавария)[14]
- Орден Фридриха, большой крест (1846, королевство Вюртемберг)[15]
- Орден Железной короны, 1-го класса (1846, Австрийская империя)
- Австрийский императорский орден Леопольда, большой крест (1852, Австрийская империя)